# Nicolas Dethier
Nicolas Jean Joseph Dethier (Beyne-Heusay, 29 december 1888 - 12 februari 1976) was een Belgisch senator.

## Levensloop
Mijnwerker vanaf zijn 12 jaar, werd Dethier syndicaal militant, wat hij bekroonde met zijn verkiezing tot nationaal voorzitter van de NCMB (1962). Hij behoorde ook tot de leiding van het ABVV.
Van 1927 tot 1964 was hij gemeenteraadslid van Beyne-Heusay. Hij was schepen van 1933 tot 1936 en burgemeester van 1936 tot 1964. Hij was ook provincieraadslid voor de provincie Luik van 1946 tot 1948.
In 1954 werd hij socialistisch gecoöpteerd senator en vervulde dit mandaat tot in 1961.

## Publicaties
- Le plateau de Herve charbonnier, Luik, 1947.
- Centrale syndicale des travailleurs des mines de Belgique, 60 années d'action, Brussel, 1951.